# Phaonia khumbuensis
Phaonia khumbuensis este o specie de muște din genul Phaonia, familia Muscidae, descrisă de Shinonaga în anul 1994.
Este endemică în Nepal. Conform Catalogue of Life specia Phaonia khumbuensis nu are subspecii cunoscute.